# Olsynium biflorum
Olsynium biflorum är en irisväxtart som först beskrevs av Carl Peter Thunberg, och fick sitt nu gällande namn av Peter Goldblatt. Olsynium biflorum ingår i släktet Olsynium och familjen irisväxter. Inga underarter finns listade i Catalogue of Life.

## Bildgalleri

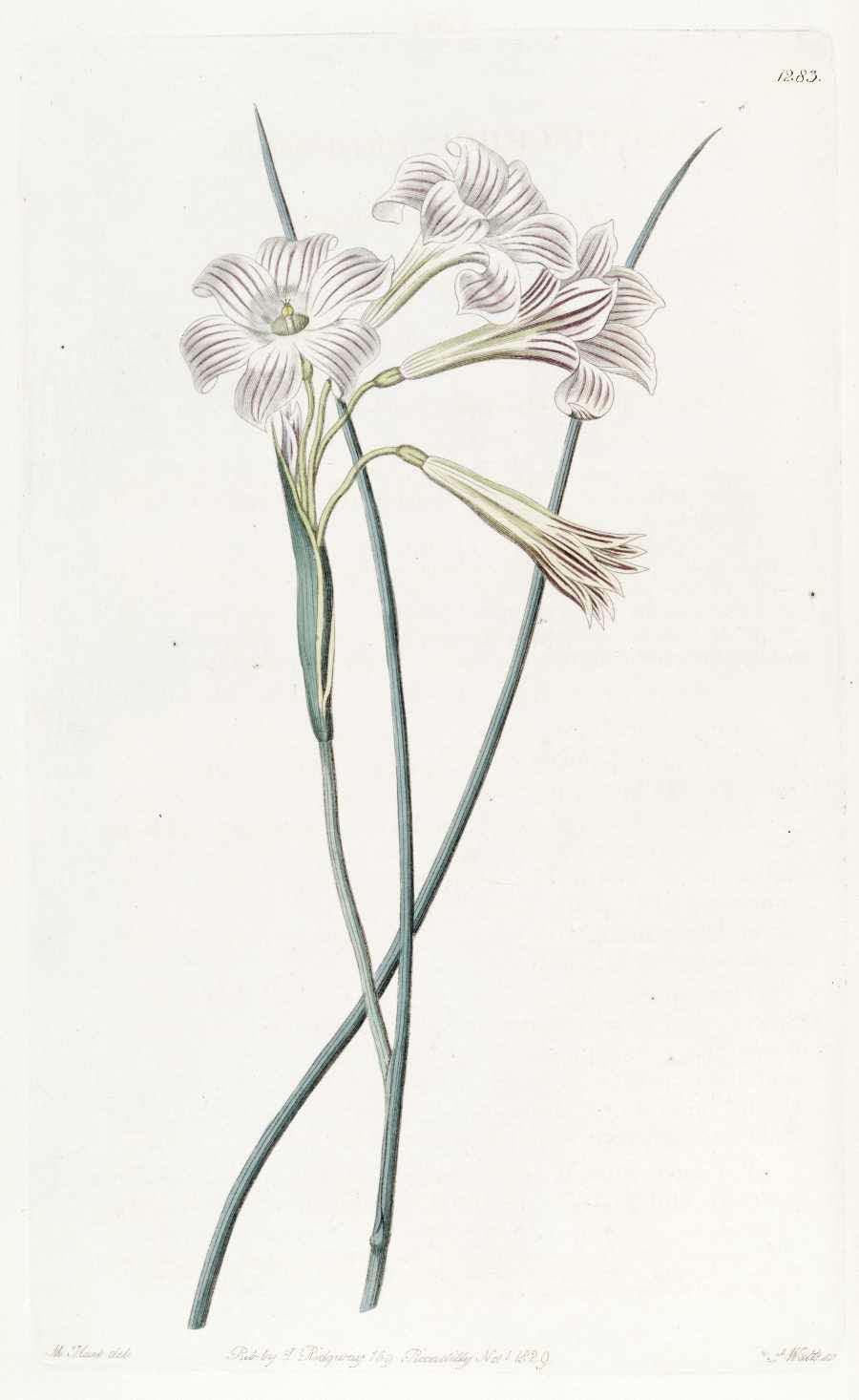
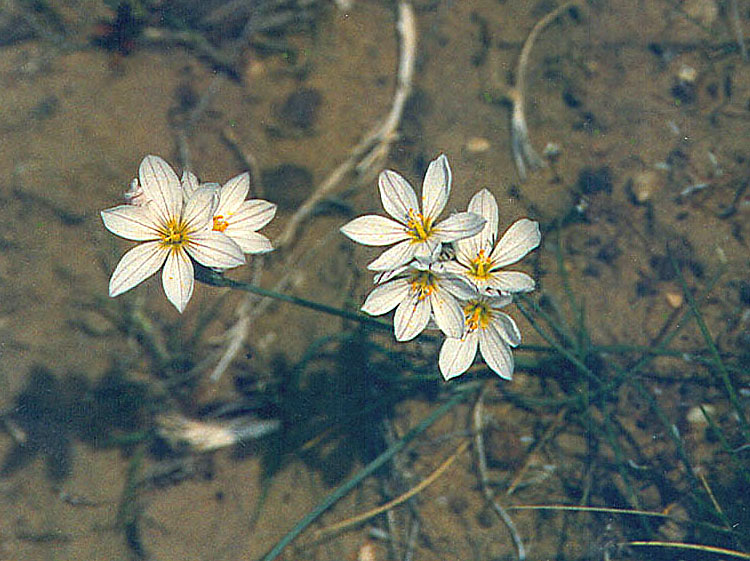